# Командне навчання
Командне навчання (КН) — це стратегія кооперативного навчання та викладання, яка дозволяє людям дотримуватися структурованого процесу для підвищення залученості студентів та якості навчання студентів або слухачів. Вперше цей термін та концепція були популяризовані Ларрі Мікельсеном, центральною фігурою у розробці методу КН, в той час в Університеті Оклахоми в 1970-х роках, як освітню стратегію, яку він розробив для використання в академічних умовах, як і в медичній освіті. Командна методологія навчання може бути використана у будь-якому класі, на заняттях у школі чи на робочому місці.

## Як це працює
Командне навчання складається з модулів, які можна викладати у три цикли: підготовка, перевірка готовності в класі та вправи, орієнтовані на використання. Вони складаються з п'яти основних компонентів та необов'язковим останнім компонентом, який називається експертною оцінкою.

### Попередня індивідуальна робота
Очікується, що студенти ознайомляться з набором підготовчих матеріалів, що можуть мати форму читання, слайдів презентацій, аудіолекцій чи відеолекцій. Вони повинні відповідати належному рівню слухачів курсу.

### Індивідуальний тест на готовність (ІТГ)
На уроці студенти виконують індивідуальну вікторину під назвою ІТГ, яка складається з 5–20 запитань із декількома варіантами вибору на основі матеріалів перед роботою.

### Командний тест на готовність (КТГ)
Після подання ІТГ студенти формують команди і проходять той самий тест та подають відповіді — на скретч-картці або за допомогою програмного забезпечення з підтримкою КН — як команда. Бали обох ІТГ та КТГ враховуються в підсумковій оцінці студента.

### Роз'яснювальна нарада
Після проходження ІТГ та КТГ студенти матимуть можливість уточнити або поставити під сумнів якість питань із множинним вибором в тестах. Потім викладачі можуть повернутися до запитань та подискутувати щодо охоплених тем і концепцій.

### Застосувальні вправи
Наостанок, студенти працюють в командах для вирішення проблемних завдань, які дозволяють їм застосувати та розширити свої знання, які вони щойно здобули та перевірили. Вони повинні прийти до колективної відповіді на заявлене запитання та показати свій вибір відповіді під час дискусії в класі. Потім викладачі обговорюють або влаштовують дебати між командами, щоб розглянути можливі шляхи вирішення застосованої проблеми.

### Експертна оцінка
Цей останній етап є необов'язковим компонентом командного процесу навчання. В середині або в кінці курсу деякі викладачі оцінюють свої команди.

## Принципи
Впровадження КН базується на чотирьох основних принципах, згідно з « Michaelsen & Richards» (2005):
1. Групи повинні бути правильно сформовані та мати рівномірно розподілену кількість талановитих людей серед них. За словами Мікельсена, «більшість повідомлених» проблем «з навчальними групами (фрірайдери, конфлікти між членами тощо) є прямим результатом невідповідного призначення групи».
2. Студенти несуть відповідальність за попереднє навчання та командну роботу.
3. Командні доручення повинні сприяти навчанню та розвитку команди.
4. Студенти повинні отримувати негайний та частий зворотній зв'язок .

## Переваги
Командне навчання допомагає студентам, яким предметний матеріал здаються нецікавим, не виконують домашніх завдань і відчувають труднощі в розумінні матеріалу. Таке навчання може трансформувати традиційний вміст за допомогою додатків та навичок вирішення проблем, одночасно розвиваючи навички міжособистісного спілкування. Його впровадження в освіту може також мати важливе значення для розвитку навичок та вмінь, корисних для бізнесу, організацій, кар'єри та галузей, де в команді виконуються багато проектів та завдань. Навчитися вчитися, працювати, взаємодіяти та співпрацювати в команді має важливе значення для успіху в такому середовищі. Багато медичних шкіл прийняли певну версію командного навчання через кілька перелічених вище переваг, а також для тривалого збереження знань. Згідно з дослідженням, проведеним Washington University School of Medicine, люди, які навчались за активною командною програмою, мали триваліший рівень збереження знань у порівнянні з традиційною пасивною програмою лекцій. Очевидно, що викладачі професійних шкіл таким чином спрямовують свою увагу на розробку застосування та інтеграцію знань за межами навчальних програм, що базуються на змісті, а не на простих цілях курсу, таких як просто запам'ятовування концепції. Мікельсен додає, що «завдання, які вимагають від груп прийняття рішень і надання їм можливості повідомляти про свої рішення у простій формі, зазвичай створюють високі рівні групової взаємодії» і це:
- значний (співвідносяться з важливими цілями курсу, багатозначний для майбутньої роботи, до якої курс може підготувати студента),
- однаковий для всіх команд на курсі
- про прийняття рішення — надання простої відповіді на основі складного аналізу даних або застосування принципів курсу, та
- одночасно звітується перед усім класом і оцінюється тут і там інструктором.

Контрольовані дослідження початкового впровадження командного навчання показали збільшення залученості студентів та неоднозначні підсумки щодо інших результаті.
The World Economic Forum визначив Топ — 10 навичок, необхідних для доповіді «Майбутнє робочих місць і навичок», а саме комплексне вирішення проблем, критичне мислення, творчість, управління людьми, погодження з іншими людьми, емоційний інтелект, судження і прийняття рішень, послуги орієнтації, переговори та когнітивна гнучкість. КН часто порівнюють із традиційним одностороннім форматом лекцій, який не розвиває цих навичок у студентів. З іншого боку, КН може залучати студентів та створювати середовище для спільного навчання та дискусій. Понад 500 публікацій в Education Resource Information Center (ERIC) надають докази позитивних результатів щодо використання КН у класі.
КН є ресурсозберігаючим. У налаштуваннях класу з цифровою підтримкою використання КН зменшує кількість наочного матеріалу, що потрібно для уроку. Викладачам також не потрібно готувати матеріали у друкованому вигляді, вони можуть легко вносити зміни до питань, які обговорюватимуться на уроці, віддалено або в дорозі. Оскільки більша частина навчання відбувається у формі обговорень та зворотного зв'язку на уроці, паперові роботи взагалі непотрібні та залишаються поза увагою. Крім того, викладачі можуть збирати дані про успішність заняття та автоматизувати оцінювання студентів.

## Поширення

##### Викладання
Командне навчання набуває все більшої популярності в академічних закладах, особливо в галузі медицини в США. З усіх 144 медичних шкіл, щонайменше, 83 % використовують методику КН. 44 із цих установ також мають викладачів або співробітників, які є частиною Team-Based Learning Collaborative (TBLC), а також міжнародного, яке зосереджується на підключенні фахівців з КН, обміні ресурсами КН та просуванні найкращих практик. У 50 найкращих медичних школах США 92 % використовують методику КН.

##### Тренінг / коучинг
Враховуючи свою ефективність у більшості сценаріїв викладання, командне навчання також може бути використано в загальноосвітніх навчальних програмах.

## Історія
Командне навчання впродовж останніх років вдосконалюється компаніями Duke Corporate Education та PricewaterhouseCoopers. У 2005 році Джуді Розенблюм, тодішній президент корпоративної освіти герцога та Том Еванс, директор з питань навчання PricewaterhouseCoopers, почали досліджувати навчальне середовище в лікарнях для практики та його можливу передачу в корпоративне середовище.